# Шаповалов Євген Петрович
Євген Петрович Шаповалов (рос. Евгений Петрович Шаповалов; нар. 25 грудня 1904 — 8 листопада 1977) — радянський військовик, Герой Радянського Союзу (1945), у роки німецько-радянської війни командир 23-ї гвардійської мотострілецької бригади 7-го гвардійського танкового корпусу 3-ї гвардійської танкової армії 1-го Українського фронту, гвардії підполковник.

## Біографія
Народився 25 грудня 1904 року в місті Таганрозі (тепер Ростовської області Росії) в сім'ї робітника. Росіянин. Закінчив початкову школу. Працював шевцем.
В 1922 році призваний в ряди Червоної Армії. Закінчив Харківську школу червоних старшин, у 1925 році — кавалерійську школу.
У боях німецько-радянської війни з червня 1941 року. У 1944 році закінчив Військову академію імені М. В. Фрунзе. Воював на 1-му Українському фронті.
Відзначився у квітні-травні 1945 року в боях за Берлін. Бригада при форсуванні річок Нейсе, Шпрее, Тельтов-каналу і у вуличних боях знищила значну кількість бойової техніки і військ супротивника, взяла в полон понад 1200 солдатів і офіцерів, звільнила табір військовополонених.
Указом Президії Верховної Ради СРСР від 31 травня 1945 року за зразкове командування бригадою і проявлені при цьому особисті мужність і героїзм гвардії підполковникові Євгену Петровичу Шаповалову присвоєне звання Героя Радянського Союзу з врученням ордена Леніна і медалі «Золота Зірка» (№ 6548).
Після війни продовжував службу в Радянській Армії. З липня 1945 року — командир 23-о гвардійського мотострілецького полку (в який була переформована колишня 23-тя гвардійської мотострілецька бригада) в 7-ї гвардійської танкової армії Групи радянських окупаційних військ у Німеччині. З квітня 1948 року — заступник командира 6-го гвардійського кадрового механізованого полку там же. З листопада 1949 року — заступник командира 6-ї гвардійської механізованої дивізії в ГРВН.
З липня 1950 року — заступник командира 2-ї гвардійської танкової дивізії Ленінградського військового округу. 
У 1951 році закінчив академічні курси удосконалення командного складу при Військовій академії бронетанкових і механізованих військ Радянської Армії імені І. В. Сталіна, далі служив у тій же посаді. 
З жовтня 1953 року — командир 72-ї гвардійської механізованої дивізії Забайкальського військового округу.

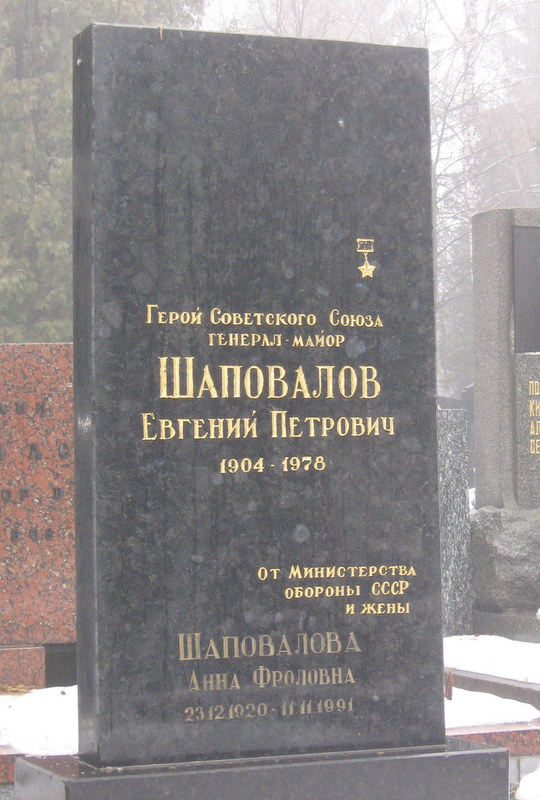
Надгробок Євгена Шаповалова

З березня 1955 генерал-майор Є.П. Шаповалов у запасі.
У 1960—1965 роках був директором радгоспу у Фастівському районі Київської області. З 1965 року — на пенсії. Жив у Києві. Помер 8 листопада 1977 року. Похований на Лук'янівському військовому кладовищі.

## Нагороди
Нагороджений двома орденами Леніна, чотирма орденами Червоного Прапора, медалями.